# クサカベ

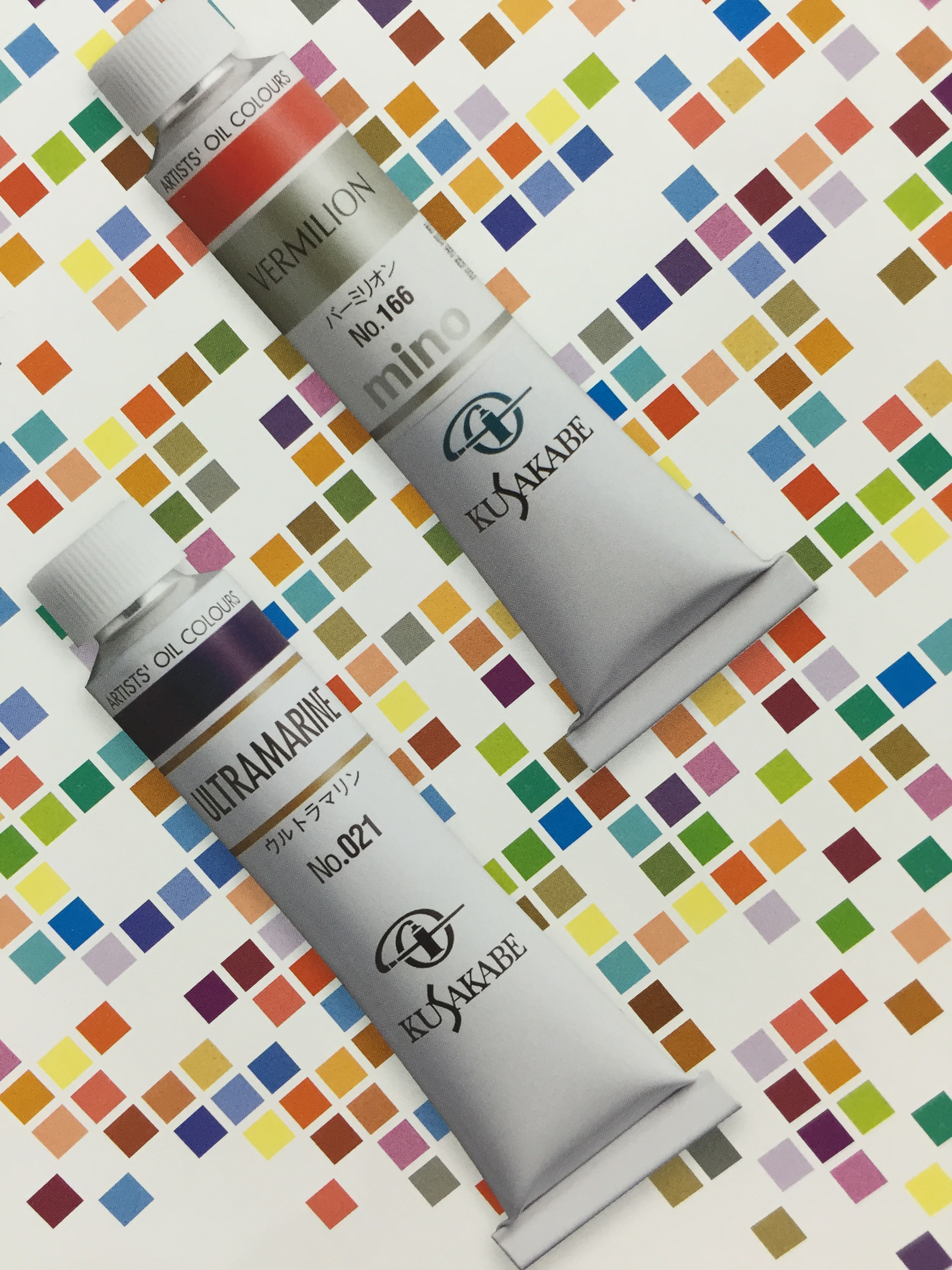
20160824 134736424 iOS

株式会社クサカベ（英: KUSAKABE CORPORATION）は、創業1928年（昭和3年）の絵の具メーカーである。主に絵具、顔料、画溶液及び画材に関わる製造販売を行う。

## 概要
1996年7月1日に設立された。絵具、顔料、画用液及び画材の製造販売、製品の輸出入を目的とする。
「クサカベ」ブランドで油絵具の製造、販売を開始したのは1928年（昭和3年）で、東京・神田小川町において日下部信一（1900年 - 1944年）がクサカべ油絵具製造所を設立し、1971年に閉業した。同年から旭日産業株式会社がアサヒ絵具株式会社を設立、「クサカベ」ブランドで製造販売した。
1972年、美濃窯業株式会社がクサカベ油絵具製造株式会社研究部の業務を引続ぎ、ミノー油絵具株式会社を設立、「ミノー」ブランドで専門家用油絵具の製造販売を開始した。
1975年、クサカベ油絵具製造株式会社の関係者でクサカベ油絵具株式会社を設立、「クサカベ」ブランドで専門家用油絵具と画用液の製造販売を開始した。
1996年、アサヒ絵具、クサカベ油絵具、ミノー油絵具の旧クサカベ系3社が合併、「株式会社クサカベ」が誕生した。現在、クサカベ油絵具、ミノー油絵具、アキーラ、水彩絵具をはじめとする有色彩絵具を朝霞工場、白色絵具、画用液などを御殿場工場で生産する。
公募展などへの協賛を積極的に行っており、企業賞「クサカベ賞」を設けている。

## 取扱製品
- 油絵具、油絵具関連
- 水彩絵具、専門家用水彩絵具、水彩絵具関連商品
- アキーラ（水性アルキド樹脂絵具）
- 画用液
- ピグメント
- 画筆
- 英国デーラー・ラウニー（英語版）社[注釈 1]製品
- ソフトパステル
- スケッチブック
- 純銀粘土（三菱マテリアル製）